# The Elder Scrolls Online: Gold Road
The Elder Scrolls Online: Gold Road — дополнение для компьютерной игры The Elder Scrolls Online. В качестве разработчика выступает ZeniMax Online Studios, в качестве издателя — Bethesda Softworks. Выход дополнения состоялся 3 июня 2024 года для персональных компьютеров под управлением Windows и macOS и 18 июня 2024 года для игровых приставок PlayStation 4, PlayStation 5, Xbox Series X/S и Xbox One.
Gold Road является восьмой «главой» для Online и продолжает события сюжетной арки, начатой в предыдущей «главе», Necrom.

## Изменения в игровом процессе
Как и предыдущие «главы» Gold Road добавляет в игру новую локацию — Западный вельд, регион провинции имперцев Сиродил, который располагается между Золотым Берегом, прибрежной областью, добавленной в дополнении Dark Brotherhood, и центральной частью провинции. В качестве центрального города локации выступает Скинград.
Основным нововведением дополнения стала система «переписи» (чарописи), схожая с механикой крафта заклинаний, которая была представлена в основных играх серии вплоть до The Elder Scrolls IV: Oblivion. Данная система позволит изменять различные способности персонажей.

## Сюжет
События «главы» Gold Road являются прямым продолжением сюжета дополнения Necrom, вышедшего годом ранее. Дополнение повествует о возвращении ранее не появлявшегося в играх серии «Забытого Принца Путей», князя даэдра Ителии, которая может изменять различные события и судьбу по своему усмотрению.
В задании пролога протагонист и его союзники пытаются помешать дремора Торвесарду заполучить последнюю третью глифику с воспоминанием. В ходе поисков главный герой выясняет, что даэдра охотится за несколькими реликвиями триады Предтечей Данмеров - князей Азуры, Боэтии и Мефалы. Получив одну из реликвий Торвесард использует её в качестве "приглашения" для прохода через портал в разум Хермеуса Моры. Герои следуют за ним и наблюдают, как к нему начинают возвращаться остальные воспоминания, в первую очередь о даэдрическом плане Ителии - Зеркальной Пустоши. После этого оказывается, что память начала возвращаться не только к Торвесарду, но и к другим приспешникам Ителии - клан Детей Осколков приходит на помощь антагонисту. Прорвавшись через противников главный герой наблюдает за тем, как Торвесард всё-таки добирается до последней глифики и узнает её содержимое, в которой показывается, как Хермеус Мора разговаривает с Триадой Предтечей, с которыми он заключил союз и которые помогли ему одолеть Ителию. Торвесард, вернувший себе все потерянные воспоминания, также узнает место заключения своего князя даэдра и следует туда. Однако прибыв на место он и протагонист наблюдают, что Принц Путей смогла сбежать из своей темницы самостоятельно и её текущее расположение вновь становится неизвестным.

## Разработка и выпуск
Дополнение было анонсировано 18 января 2024 года в ходе трансляции разработчиков. В апреле 2024 года был выпущено бесплатное задание-пролог. Выход Gold Road состоялся 3 июня 2024 года для персональных компьютеров под управлением Windows и macOS, а версии для игровых приставок PlayStation 4, PlayStation 5, Xbox One и Xbox Series X/S были выпущены на две недели позже — 18 июня.